# 피아트 쿠페
피아트 쿠페(Fiat Coupe)는 피아트가 1993년에 출시한 2인승 스포츠카이다. 2000년에 단종되었다.